# Quintus Lollius Germanicianus
Quintus Lollius Germanicianus war ein im 2. Jahrhundert n. Chr. lebender Angehöriger des römischen Senatorenstandes.
Durch zwei Inschriften, die in Hegra bzw. Gerasa gefunden wurden, ist belegt, dass Germanicianus Statthalter in der Provinz Arabia war.
Sein Vater war wahrscheinlich Quintus Lollius Urbicus, der gegen Ende der Regierungszeit von Hadrian (117–138) Statthalter der Provinz Germania inferior war; er gab seinem Sohn, der kurz vor oder während seiner Statthalterschaft geboren wurde, das seltene Cognomen Germanicianus.

## Datierung
Die Inschrift aus Hegra wird bei der Epigraphik-Datenbank Clauss-Slaby auf 168/217 datiert. Da die Inschrift u. a. dem Wohl mehrerer Kaiser (pro salute dominorum nostrorum Imperatorum) gewidmet ist, datiert Werner Eck die Statthalterschaft von Germanicianus in die gemeinsame Regierungszeit von Mark Aurel entweder mit Commodus (177–180) oder mit Lucius Verus (161–169).